# Hüsker Dü
 (novembre 2024).
Si vous disposez d'ouvrages ou d'articles de référence ou si vous connaissez des sites web de qualité traitant du thème abordé ici, merci de compléter l'article en donnant les références utiles à sa vérifiabilité et en les liant à la section « Notes et références ».
Hüsker Dü est un groupe de rock et punk hardcore américain, originaire de Saint-Paul, dans le Minnesota. Il se composait du guitariste, compositeur et chanteur Bob Mould, du bassiste Greg Norton et du batteur, compositeur et chanteur Grant Hart. Le groupe s'est séparé en décembre 1987 alors qu'il venait d'effectuer une percée commerciale en classant leurs deux albums publiés sur le label Warner dans le Billboard 200 : Candy Apple Grey classé no 140 le 3 mai 1986 puis Warehouse: Songs And Stories classé no 117 le 7 mars 1987. Le décès à l'âge de 56 ans de Grant Hart, des suites d'un cancer, est annoncé le 14 septembre 2017.

## Historique

### Débuts (1978–1983)
Hüsker Dü est formé en 1978 à Saint-Paul. Le nom du groupe signifie « te souviens-tu ? » en norvégien. À leurs débuts, ils sortent quelques singles et un album live, Land Speed Record, sur leur propre label New Alliance. Le disque fige le punk hardcore sans compromis des débuts qui colle aux préceptes du genre[réf. souhaitée].
Everything Falls Apart et Metal Circus sortent en 1983, le second sur le label SST. L'orientation se concrétise vers un mélange jusqu'ici inédit du punk hardcore et de la musique psychédélique sur une reprise électrisée de Eight Miles High de The Byrds[réf. souhaitée]. Un pas est franchi pour le genre punk hardcore avec le double album concept suivant, Zen Arcade.

### DeZen Arcadeà la séparation (1984–1987)

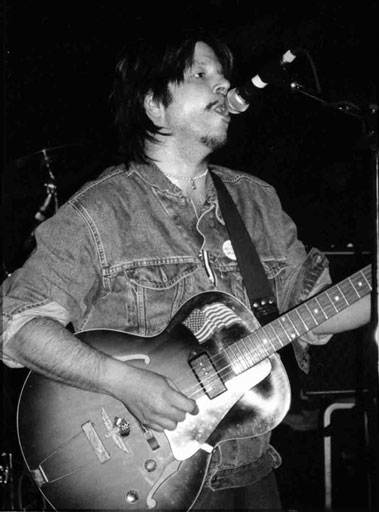
Grant Hart, batteur et chanteur de Hüsker Dü.

Le groupe sort New Day Rising en 1985 avec des compositions encore plus tranchantes. Flip Your Wig, dernier exercice indépendant, marque le passage pour la major Warner avec Candy Apple Grey (1986).
Hart perfectionne les mélodies dissonantes comme Dead Set on Destruction pendant que Mould met en avant les noires élégies introspectives de Too Far Down et Hardly Getting Over It[réf. souhaitée]. La critique acclame l'album et malgré le caractère plus accessible de celui-ci la reconnaissance du grand public n'est toujours pas au rendez-vous. Warehouse: Songs and Stories sera le chant du cygne d'une décennie d'expérimentation.
1987 constitue le point de rupture des tensions dans le groupe et s'accompagne du suicide de son manager, David Savoy. Hüsker Dü se sépare en décembre de cette année. Grant Hart ira former Nova Mob tandis que Bob Mould sortira son premier album solo en 1989.

## Influence
Entre 1978 et 1987, le groupe développa un style original proche du punk hardcore, devenant une des formations les plus agressives et imprévisibles de sa génération[réf. souhaitée]. Très prolifiques, ils ont produit huit albums, dont deux doubles, en sept ans. Leur influence sur toute une génération de groupes alternatifs à guitares est aujourd'hui inestimable[réf. souhaitée]. Des groupes comme Nirvana, Pixies, Foo Fighters ou encore Therapy? ont revendiqué l'héritage musical du trio.

## Discographie

### Singles
- Statues/Amusement (live) (janvier 1981, Reflex)
- In a free land/What do I want?/M.I.C. (mai 1982, New Alliance)
- Eight miles eight/Masochism world (avril 1984, S.S.T.)
- Makes no sense at all/Love is all around (août 1985, S.S.T.)
- Don't want to know if you are lonely/All work no play (février 1986, Warner)
- Sorry somehow/All this I've done for you (septembre 1986, Warner)
- Could you be the one/Everytime (janvier 1987, Warner)
- Ice cold ice/Gotta letta (juin 1987, Warner)

### Reprises
- Sunshine superman (Donovan) ; Ticket to ride, She's a woman, Helter skelter (The Beatles) ; Sheena is a punk rocker (Ramones) ; Eight miles eight (The Byrds).